# Інститут польської мови ПАН
Інститут польської мови Польської академії наук (ПАН) (пол. Instytut Języka Polskiego Polskiej Akademii Nauk) — польський науково-дослідний інститут, який займається дослідженнями польської мови в всіх її аспектах.
Створено у Кракові 1 жовтня 1973 року як підрозділ Польської академії наук.
Інститут має власну наукову бібліотеку та видавництво.

## Видавничі серії
- Prace Instytutu Języka Polskiego PAN (Праці Інститут польської мови ПАН)
- Studia dialektologiczne (Діалектологічні студії)
- Studia gramatyczne (Граматичні студії)
- Studia historyczno-językowe (Історико-мовні студії)
- Nowe studia leksykograficzne (Нові лексикографічні студії)
- Współczesny język polski (Сучасна польська мова)
- Polskie słownictwo kresowe (Польський кресовий словник)

## Журнали
- Polonica
- Socjolingwistyka
- Studies in Polish Linguistics

При Інституті діє редакція журналу Onomastica, видавництво якого фінансується спільно з Відділенням суспільних наук ПАН.